# Mitologia P-Funk

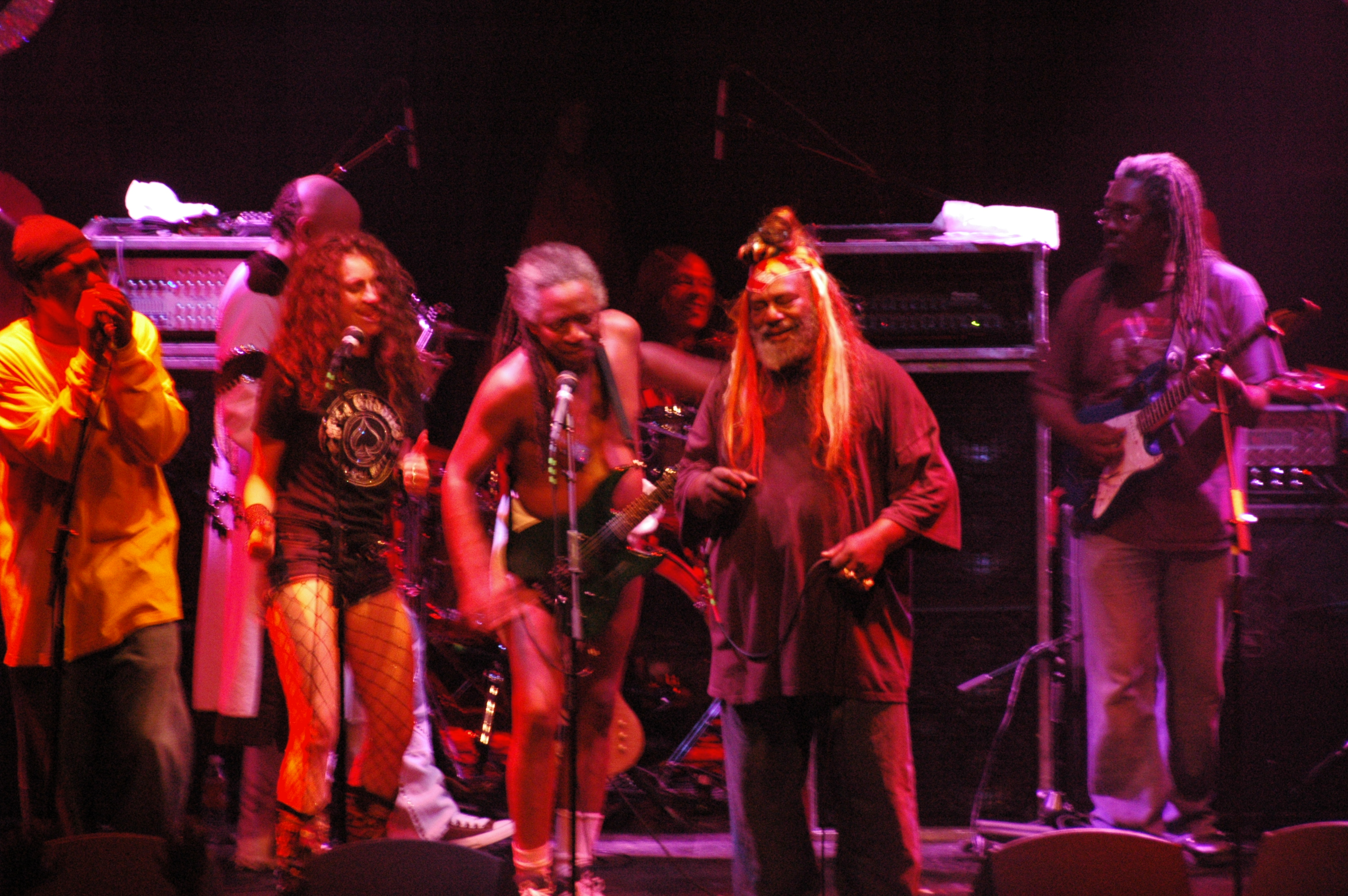
George Clinton e i Parliament/Funkadelic (2006)

La mitologia P-Funk (dall'inglese P-Funk mythology) è l'insieme dei personaggi e dei temi che vengono approfonditi nei testi delle canzoni, nelle pubblicità, nei concerti e nelle note di copertine degli album dei due gruppi musicali statunitensi Parliament e Funkadelic e del loro leader George Clinton.

## Genesi
I Parliament e i Funkadelic erano due formazioni funk composte dagli stessi musicisti e proprio per questo lo stesso Clinton li considerava un unico conglomerato che definì "Parliafunkadelicment Thang". Tuttavia, se i Parliament erano più ballabili e vivaci, i Funkadelic erano invece più cupi e contaminati dalla psichedelia. Il termine "P-Funk" indica contemporaneamente lo stile musicale inventato da Clinton così come il suo vasto entourage che, oltre ai Parliament/Funkadelic, comprende diversi progetti paralleli (Bootsy's Rubber Band, Brides of Funkenstein, Horny Horns e Parlet). Gli artisti del "P-Funk" ebbero grande successo durante la metà degli anni settanta, come conferma ad esempio una classifica dei migliori "act" dal vivo stilata nel 1977, che inserisce fra le prime quindici posizioni tre band di George Clinton.
Dopo aver pubblicato Funkadelic (1970) dell'omonima band e Osmium (1970) dei Parliament, ove l'afrofuturismo e la cosmologia che caratterizzano la mitologia P-Funk emergono solo a tratti, Clinton decise di realizzare qualcosa di natura più concettuale ispirandosi a Tommy degli Who e Sgt. Pepper's Lonely Hearts Club Band dei Beatles, che egli considerava "i due pezzi musicali più raffinati che avesse mai sentito" in cui "tutte le tracce riescono a trovare un ideale equilibrio". Il musicista decise quindi di ispirarsi alla fantascienza e agli extraterrestri, temi da lui giudicati originali, e, stando a quanto dichiarò:
Il principale definitore della mitologia P-Funk assieme a Clinton fu Pedro Bell, che realizzò i libretti di vari album dei Funkadelic. Le illustrazioni a pennarello e i testi di Bell, che si ispirano alla cultura africana e alla vita di strada, avrebbero "forgiato un nuovo tipo di linguaggio nero".
L'universo sonoro e fantascientifico del P-Funk si ispirava alla serie tv The Outer Limits e, stando a quanto riporta il libro George Clinton & The Cosmic Odyssey of the P-Funk Empire, ad un evento fittizio che sarebbe accaduto allo stesso Clinton. Stando infatti a quanto dichiarò il cantante, lui e Bootsy Collins avrebbero visto un ufo mentre viaggiavano in auto fino a Detroit. In tale circostanza, una luce si muoveva da un lato all'altro della strada mentre una voce diceva a Collins che la "nave madre era arrabbiata con loro (i piloti dell'ufo) perché avevano rinunciato al funk senza chiedere il permesso". Ad un certo punto, Clinton avrebbe chiesto al suo amico di seguire la luce che si era fermata sull'auto. Clinton si sarebbe ispirato anche al "gergo hipster dei bebopper, i primi deejay radiofonici neri, gli editti apocalittici anti-schiavitù della Nation of Islam", gli Yippie e le Pantere Nere.
La mitologia P-Funk era in realtà parte di un programma più ambizioso. Verso la metà degli anni '70, l'artista, i Parliament e i Funkadelic tentarono di rinnovare l'immaginario che ruota intorno al genere funk, conferendogli una nuova estetica visiva, proponendo nuove strategie commerciali per vendere dischi, conferendogli un'identità politica che segue i principi del nazionalismo nero ed elevando esso a "modo di essere, se non a disciplina spirituale". Clinton considerava il P-Funk una "risposta radicale allo stato di polizia americano" e "l'antitesi di tutto ciò che era sterile, unidimensionale, monocromatico, aritmico e altrimenti contro la libertà di espressione corporea nell'universo a noi conosciuto". Clinton riteneva che il "funk" fosse l'equivalente della "verità".
Scot Hacker dichiarò che gli artisti P-Funk "presero tutto il formaggio che l'America aveva da offrire. Abusando delle mode e della tecnologia degli anni settanta fino agli estremi, (gli artisti P-Funk) trasformarono l'estetica di quel decennio in un palpitante fumetto con gli occhi di pesce per glorificare la cultura americana e il ruolo che essi avevano all'interno dell'evoluzione negli Stati Uniti".

## Funkadelic

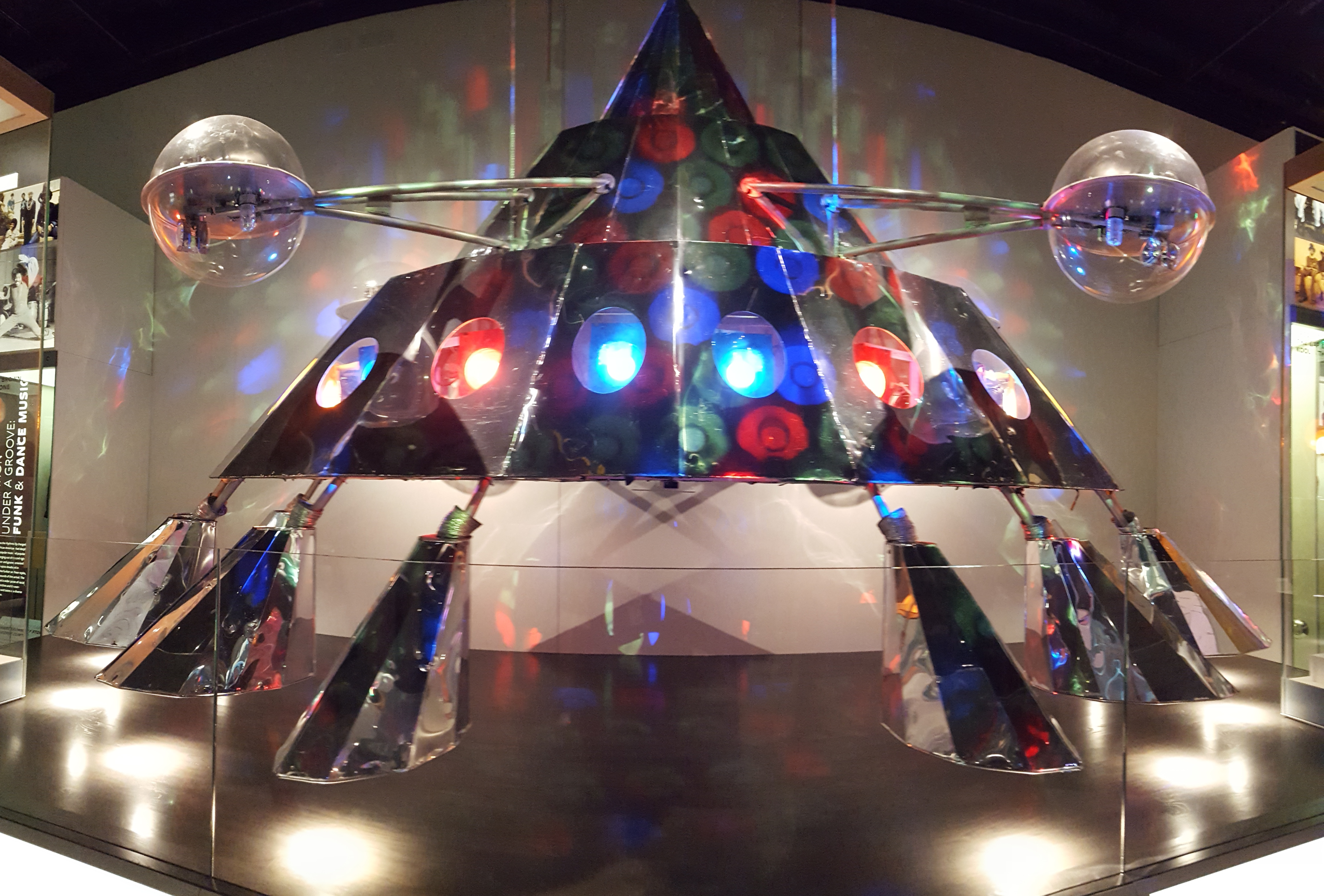
Replica della "P-Funk mothership" del Dr. Funkestein oggi esposta nel National Museum of African American History di Washington. L'originale, oggi perduta, veniva calata sul palco durante i concerti dei Parliament/Funkadelic.

Laddove i Parliament tendono a narrare le vicende di alcuni personaggi, i testi dei Funkadelic sono più astratti e riflettono una visione più spirituale e socialmente consapevole. In Mommy, What's a Funkadelic?, prima traccia dell'omonimo esordio dei Funkadelic, la cosmologia della mitologia di Clinton emerge nei versi che recitano:
 Le stesse parole vengono ripetute all'inizio dell'ultima traccia What Is Soul.

Nella title track del secondo album Free Your Mind... and Your Ass Will Follow (1970), il funk viene considerato un mezzo per giungere all'illuminazione:

Il testo di Standing on the Verge of Getting It On, contenuta nell'omonimo album (1974), dichiara:
Un approccio più scatologico emerge invece in Promentalshitbackwashpsychosis Enema Squad (The Doo Doo Chasers), dove il funk viene definito "la P-preparazione, il succo di prugna della mente, un movimento intestinale mentale e musicale, un groove lassativo, un mezzo per sbarazzarsi degli stronzi psicologici, un clistere neurologico".

Molti dei testi nelle canzoni dei P-Funk sono mezzi attraverso i quali la band riuscirebbe a comunicare con una divinità "funk". Clinton e i suoi artisti si considerano dei sacerdoti incaricati di guidare l'umanità attraverso la musica. Questo emerge chiaramente su Phunklords, il cui testo recita:
 Nei primi versi di The Electric Spanking of War Babies Clinton dichiara che, quando aveva diciassette anni, venne "adottato dagli alieni" che lo "hanno programmato per tornare con questo messaggio". Le note di copertina di Standing on the King of Getting It On spiegano che, "durante l'ottavo giorno, la Meretrice Cosmica di Madre Natura venne generata per ricoprire questo terzo pianeta di vibrazioni funkadeliche. Lei diede vita agli apostoli Ra, Hendrix, Stone e Clinton per preservare tutta la stranezza dell'uomo fino all'eternità. Ma forze fraudolente di odiosa jivazione crebbero e col tempo rimase in vita la sola piantina George. Come si è poi scoperto, egli generò i Funkadelic per ripristinare l'Ordine nell'Universo."

Il maggot brain ("cervello dei vermi") che dà il nome al terzo album del gruppo (1971) è un concetto ricorrente dell'universo P-Funk. La title track, la prima traccia del disco, inizia con un incantesimo:
 Il cosiddetto "cervello dei vermi" sarebbe uno stato d'animo che potrebbe portare a conseguenze disastrose se non si pone rimedio in tempo. L'incantesimo che viene recitato in Maggot Brain si conclude in questo modo:

L'album Maggot Brain contiene anche la traccia Super Stupid, che parla di un personaggio intento a consumare eroina scambiandola per cocaina. Il testo riporta che quel soggetto con il "cervello di una larva" ha "perso la battaglia e il vincitore è la paura". Questa correlazione fra il "cervello da verme" e la paura viene sottolineata nelle note di copertine dell'album che citano una frase di Robert de Grimston:
Le note di copertina di One Nation Under a Groove (1978) danno ulteriormente spazio ai temi satirici e alla narrativa volutamente disordinata nella mitologia P-Funk, e presentano un breve testo intitolato The Funk Wars 1984 B.C., una parodia di Guerre stellari che narra di guerre avvenute "una volta... in un universo parallelo lontano". Tali testi citano un cattivo di nome "Barft Vada" (il cui nome è una storpiatura di "Dart Fener") e i suoi soldati, che brandiscono delle blight saber (traducibile in "sciabole di ruggine", un riferimento alle spade laser). Vada ha bandito il funk e diffuso la disco music per "mantenere la stitichezza mentale" e impedire a Funkadelic di "deprogrammare la popolazione". L'eroe, "Jasper Spatic", ha però inventato una speciale throb gun ("pistola pulsante") che usa in una discoteca. Ciò porta i protagonisti e Vada a combattersi in un'epica battaglia che termina con la sconfitta di quest'ultimo. La vicenda si conclude con una riflessione di Jasper, che si chiede cosa potrebbe succedere se Barft Vada causasse nuovamente problemi, e spera che qualcuno inviti gli uomini a "pensare: non è ancora illegale". Quest'ultima citazione si sente anche nell'ultima traccia dell'album, che sarebbe una versione registrata dal vivo di Maggot Brain.

## Parliament

### Primi album

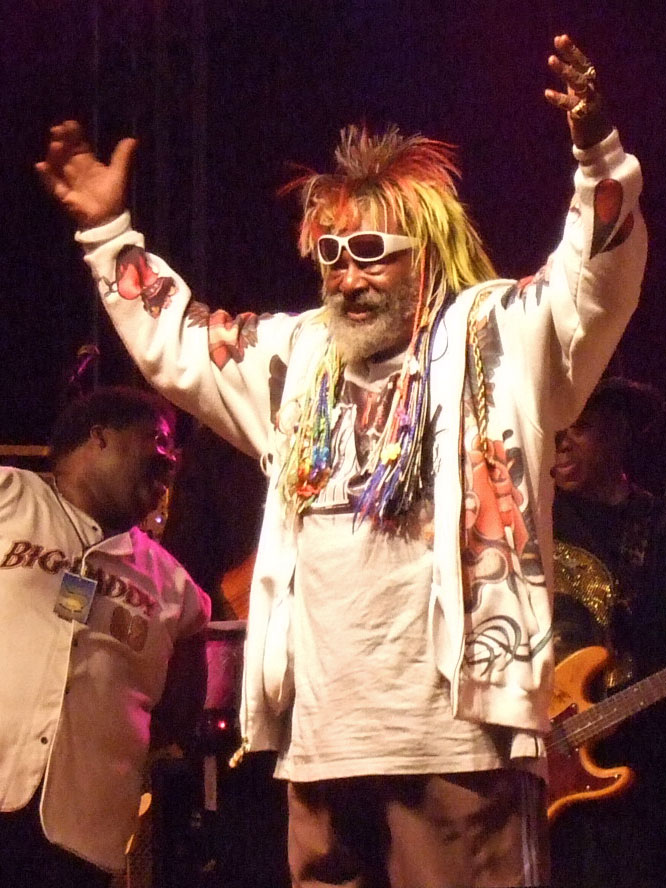
George Clinton (2007)

Quattro anni dopo aver pubblicato l'esordio Osmium, i Parliament pubblicarono Up for the Down Stroke (1974) che, pur non essendo un capitolo della saga P-Funk, contiene il primo brano dei Parliament dedicato alle tematiche lisergiche già affrontate nei primi album dei Funkadelic. In tale traccia, intitolata I Just Got Back (From the Fantasy, Ahead of Our Time in the Four Lands of Ellet), il narratore annuncia di "essere tornato da un altro mondo" e di trovarsi "oltre la montagna e attraverso i mari, oltre la luna, oltre tutte le cose che abbiamo sognato". La voce annuncia che non avrebbe voluto andarsene da quel luogo magnifico, ma che sarebbe giunto per diventare una guida per l'ascoltatore e "mostrargli la via, quella giusta" perché "pensava che egli (l'ascoltatore) dovesse vivere". Sebbene fosse stata scritta da un artista di strada di nome Peter Chase, I Just Got Back presenta tutti i tratti narrativi della cosmologia P-Funk, fra cui il tema dei lunghi viaggi planetari e del ritorno dopo una lunga assenza che porta l'illuminazione a un pubblico sofferente.

### Mothership Connection
Il primo vero e proprio capitolo della mitologia P-Funk è però Mothership Connection,  pubblicato dai Parliament nel 1975. A confermare l'accresciuto interesse per i temi surreali della formazione vi è la copertina dell'album, che ritrae George Clinton mentre viaggia nello spazio su un ufo. La prima traccia P. Funk (Wants to Get Funked Up) ricorda la title-track del precedente Chocolate City, e vede George Clinton nei panni di un DJ di nome "Lollipop Man/Long-Haired Sucker" che comunica nello spazio da una "Nave Madre" tramite uno speciale indicativo di chiamata soprannominato "Wefunk". Il DJ esorta l'ascoltatore a distendersi sull'apparecchio radiofonico per far sì che esso lo curi (secondo il testo infatti, "il funk si muove e può eliminare" i dolori corporei).
Nella traccia Mothership Connection (Star Child), il fittizio Starchild asserisce di essere un tramite alla "Nave Madre", invita l'ascoltatore a salirvi e dichiara che lui e altri sono intenti a rivendicare le piramidi egizie. L'aspetto fantastico e visionario della traccia viene rafforzato da un altro verso in cui Starchild chiede all'ascoltatore se conosce l'Isola di Pasqua e il Triangolo delle Bermuda. Unfunky UFO descrive un'astronave piena di individui provenienti da "un mondo morente" che dicono di "non essere funky e quindi obsoleti". Essi sono alla disperata ricerca "del funk", e proprio per questo vogliono appropriarsene a tutti i costi. Inoltre, gli abitanti della nave chiedono all'ascoltatore di insegnare ad esse "come si fa il funk". Questa richiesta viene ribadita nella hit dell'album Give Up the Funk (Tear the Roof off the Sucker), in cui un coro recita "rinuncia al funk, dobbiamo avere il funk". La conclusiva Night Of The Thumpasorous Peoples è prevalentemente composta da onomatopee che recitano "gaga googoo" e menziona per la prima volta i "Thumpasorous", un elemento ricorrente della mitologia P-Funk.

### The Clones of Dr. Funkenstein
Il seguente The Clones of Dr. Funkenstein è il secondo capitolo della trilogia P-Funk dei Parliament. In esso vengono menzionati nuovamente i Thumpasorous e descritte le vicende del "Dr. Funkenstein", che vuole creare dei cloni di se stesso capaci di "concepire il vero senso del groove". Il preludio del disco asserisce che, durante un'epoca remota, il funk venne racchiuso nelle piramidi egizie, e che gli uomini avrebbero potuto beneficiarne solo quando avrebbero migliorato la loro indole.

### Funkentelechy Vs. the Placebo Syndrome
Funkentelechy Vs. the Placebo Syndrome è il terzo e ultimo capitolo della mitologia P-Funk dei Parliament, e venne pubblicato nel 1977 in concomitanza con il P-Funk Earth Tour. Nella prima traccia Bop Gun (Endangered Species) viene dichiarato che il funk sarebbe un dispositivo di difesa:
 La successiva Sir Nose d'Voidoffunk (Pay Attention - B3M) è la prima canzone dei Parliament dedicata all'omonimo personaggio, che afferma di essere un "seduttore subliminale privo di funk". Sir Nose dichiara che Starchild potrebbe aver vinto una battaglia, ma che tornerà. Più avanti nella canzone, Starchild scaccia Sir Nose e si proclama "protettore del principio del piacere". Sir Nose appartiene a una specie "cro-nasale", che sarebbe più antica degli uomini di Cro-Magnon e di Neanderthal, ed è un nemico del funk. Proprio per questo, il testo recita versi come "un po' di funk al giorno tiene lontano Nose". Tale personaggio è ispirato ai versi del singolo The Pinocchio Theory dei Bootsy's Rubber Band, secondo cui "se ti fingi funk il tuo naso crescerà".
In Funkentelechy (un titolo che allude all'entelechia di Aristotele) ricompare DJ Lollipop, che ricorre a libere associazioni mentali spontanee (il brano cita ad esempio i jingle pubblicitari del Big Mac e del Whopper). In questo brano, Lollipop si rinomina "Mr. Prolong" e vuole rassicurare l'ascoltatore dicendo che "è ora di controllare l'umore" con il potere del funk e che "il principio del piacere è stato salvato". La traccia che chiude il disco Flash Light menziona Nose, che riesce a trovare il funk e a "lasciarsi andare". Sebbene egli sia il "cattivo" della saga P-Funk, i Parliament sono convinti che anche lui può "diventare funky" perché "c'è del buono in tutti".

### Ultimi album
Gli ultimi album dei Parliament presentano anch'essi dei riferimenti alla mitologia P-Funk. Motor Booty Affair (1978) inizia con Mr. Wiggles, ove compare un disc jockey radiofonico simile a DJ Lollipop che trasmette musica tramite il "Wefunk", adesso collocato nel centro di Atlantide. Rumpofsteelskin, la seconda traccia dell'album, parla di un personaggio così insolito da "non arrugginirsi e piegarsi mai". Le liriche dell'album correlano il nuoto alla danza. Ciò è confermato in Aqua Boogie (A Psychoalphadiscobetabioaquadoloop), dove Nose dichiara di non saper nuotare e di odiare l'acqua. La copertina dell'album venne realizzata da Overton Loyd, e reca la scritta We got ta raise Atlantis to the top ("dobbiamo portare Atlantide al suo massimo splendore"), un messaggio sociopolitico che riflette la necessità degli afroamericani di salire di grado in termini di mobilità sociale.

La traccia Theme From The Black Hole contenuta in Gloryhallastoopid (1979) parla di Sir Nose che sconfigge Starchild e lo trasforma in un mulo. Mentre è intento a festeggiare per la sua vittoria, Nose cita diversi brani apparsi nei capitoli della trilogia P-Funk come, ad esempio, Funkentelechy e Clones. Egli dichiara infatti: